# Estadio El Bosque (Villa Quinteros)
El Estadio El Bosque es un estadio de fútbol de Villa Quinteros, Tucumán, Argentina. Este es propiedad del Club Social y Deportivo San Ramón y se encuentra en la avenida Libertador de la mencionada localidad. 

## Historia
El Club Deportivo San Ramón fue fundado el 4 de abril de 1937 por operarios del Ingenio San Ramón y apoyado por el mismo. La fábrica había sido creada en 1925 y cerró el 31 de agosto de 1967. Originalmente el club jugaba sus partidos en una cancha en el norte de Villa Quinteros en un solar de la familia Campos, el cual fue comprado por la familia Simón Padros. 
Estos mismos, quienes eran dueños del ingenio azucarero, cedieron a la institución un terreno para la construcción de un estadio propio. Por ello en 1962 el estadio se trasladó a su actual ubicación. El recinto posee 2 tribunas en sus costados este y oeste, con capacidad para 500 personas. 